# Walpurgis Rites – Hexenwahn
Walpurgis Rites - Hexenwahn to ósma długogrająca płyta blackmetalowego zespołu Belphegor. Wydana przez wytwórnię Nuclear Blast w październiku 2009 roku.
Album został nagrany i wyprodukowany we współpracy z niemieckiem producentem Andym Classenem. 25 sierpnia 2009 roku na oficjalnym profilu MySpace zespołu został udostępniony utwór pt. "Walpurgis Rites". Tekst do utworu został opublikowany na oficjalnej stronie zespołu. Natomiast 1 października odbyła się premiera teledysku do utworu "Der Geisterstreiber".

## Lista utworów
1. "Walpurgis Rites" - 3:09
2. "Veneratio Diaboli - I Am Sin" - 7:02
3. "Hail The New Flesh" - 5:32
4. "Reichswehr In Blood" - 4:36
5. "The Crosses Made Of Bone" - 4:26
6. "Der Geistertreiber" - 3:41
7. "Destroyer Hekate" - 3:37
8. "Enthralled Toxic Sabbath" - 4:33
9. "Hexenwahn - Totenkult" - 2:44

## Twórcy
- Helmuth - śpiew, gitara
- Morluch - gitara
- Serpenth - gitara basowa
- Nefastus - perkusja

## Listy sprzedaży
| Lista  | Kraj    | Pozycja |
| ------ | ------- | ------- |
| Top 75 | Austria | 60      |